# Espanha nos Jogos Olímpicos de Inverno de 1968
A Espanha competiu nos Jogos Olímpicos de Inverno de 1968, realizados em Grenoble, França.